# Polycyrtidea
Polycyrtidea is een geslacht van insecten uit de orde vliesvleugeligen (Hymenoptera) en de familie Ichneumonidae.

## Soorten
- P. carlosi Kasparyan & Ruiz, 2008
- P. flavopicta (Ashmead, 1900)
- P. floridana Porter, 1975
- P. gracilis Viereck, 1913
- P. limitis Cushman, 1929
- P. meritoria (Fabricius, 1804)
- P. pusilla (Cresson, 1865)